# Crítica al hinduismo
La Crítica al hinduismo se refiere a aspectos del hinduismo que han sido criticados.

## Definición y alcance
El hinduismo incluye una diversidad de ideas sobre espiritualidad y tradiciones, pero no tiene un orden eclesiástico, ni autoridades religiosas incuestionables, ni órganos de gobierno, ni profetas, ni ningún libro sagrado vinculante, lo que significa que las tradiciones hindúes pueden ir desde el politeísmo al ateísmo. Según Doniger, «las ideas sobre los principales temas de fe y estilo de vida, como vegetarianismo, no violencia, creencia en la reencarnación, incluso la casta, son temas de debate, no dogmas."
Debido a la amplia gama de tradiciones e ideas que cubre el término Hinduismo, es difícil llegar a una definición completa. El Hinduismo ha sido definido como una religión, una tradición religiods, un conjunto de creencias religiosas y «una forma de vida». Desde un punto de vista del léxico occidental, el Hinduismo, como otras religiones, se conoce apropiadamente como una religión. En la India, se prefiere el término dharma, que está más extendido que el de religión.
El Hinduismo deriva sus tradiciones de una variedad de fuentes. Después de la Segunda Urbanización del siglo VI a. C., la tradición sramana no védica se volvió dominante, especialmente en las áreas urbanas. Para contrarrestar esto, el Brahmanismo comenzó a incorporar extensas influencias sramanas, tradiciones indígenas, y nuevos desarrollos, como las tradiciones Bhakti, dando lugar al Hinduismo contemporáneo.

## Antecedentes históricos

### Oposición temprana
Algunas de las primeras críticas a los textos brahmánicos, incluidos los Vedas, y especialmente los Dharma śāstra, proviene de las tradiciones sramana, incluidos el Budismo y el Jainismo. Los eruditos sramana veían a la filosofía Brahmánica como "herética." En particular, los sramanas negaban la naturaleza sruti (divina) de los Vedas, y se oponían a los sacrificios rituales que estaban en el corazón de la filosofía brahmánica en esa época.

## Sistema de castas
El «trato discriminatorio, cruel, inhumano y degradante» de más de 165 millones de personas en la India, justificado sobre la base del sistema de castas, «una característica definitoria del hinduismo»," ha sido repetidamente descrito y notificado por Human Rights Watch y Naciones Unidas, junto con la crítica al sistema de castas en todo el mundo.